# Ana Mae Díaz
Ana Mae Díaz Chen de Endara (n. Ciudad de Panamá, 16 de mayo de 1967) es una política panameña que fue primera dama en la gestión presidencial de su esposo Guillermo Endara Galimany.

## Biografía
Es egresada de la Facultad de Derecho y Ciencias Políticas de la Universidad de Panamá. Inició su vida política activista a la edad de 17 años y formó parte de un grupo de jóvenes que se dedicaba a repartir periódicos clandestinos. El 11 de junio de 1990, a la edad de 23 años, se casó con el entonces Presidente de la República, Guillermo Endara Galimany, convirtiéndose así en primera dama de la nación.
A su administración en el despacho de la primera dama se le atribuyen obras sociales como el programa Operación Sonrisa, su apoyo a la Asociación de Sordos y a diferentes albergues infantiles.
Fue secretaria del partido Vanguardia Moral de la Patria, el cual lanzó la candidatura presidencial de Guillermo Endara para las elecciones de 2009 en busca de una reelección, pero esto no fue posible debido a que obtuvo 36.867 votos, haciendo un 3,00%, siendo la minoría de votos. El 28 de septiembre de 2009 el expresidente Endara fallece en su residencia en Ciudad de Panamá a causa de insuficiencia renal.